# Sesquicarbonate de sodium

Le sesquicarbonate de sodium est un sel double de carbonate de sodium et d'hydrogénocarbonate de sodium, de formule Na3H(CO3)2. Il cristallise en fines aiguilles blanches.
Le terme de sesquicarbonate de sodium est parfois appliqué également à un mélange équimolaire de carbonate de sodium et d'hydrogénocarbonate de sodium. On le trouve à l'état hydraté dans le trona, une roche évaporitique.
Il est également utilisé comme additif alimentaire sous la désignation E500(iii), il sert alors de régulateur de pH et de poudre à lever.